# Mlýnský potok (přítok Horského potoka)
Mlýnský potok je potok (na rakouském území říčka) v povodí Dunaje, pramenící v Česku v okrese Český Krumlov na pravém břehu přehradní nádrže Lipno. Délka toku je necelých 5 km, větší část tvoří státní hranici s Rakouskem. Pramen je v nadmořské výšce 808 m n. m., na jihozápadním okraji osady Pasečná, odsud teče jihovýchodním až východním směrem ke státní hranici, kterou tvoří až do svého ústí do Horského potoka.
Převážnou část povodí Mlýnského potoka na území Česka tvoří lesy (patří sem Přírodní památka Multerberské rašeliniště, v horní části pak převládají obhospodařované louky a pastviny. Tok Mlýského potoka byl v 50. a 70. letech v horní části silně upravován a napřímen, lesní část toku přirozeně meandruje.